# Sceneggiata
La sceneggiata (meglio conosciuta come sceneggiata napoletana) è un genere di rappresentazione popolare, che alterna il canto con la recitazione e il melologo drammatico, nato e sviluppatosi a Napoli particolarmente tra gli anni venti e gli anni quaranta del Novecento.

## Storia
Il genere, del tutto peculiare della realtà artistica partenopea, nasce storicamente nel primo dopoguerra, allo scopo di unificare il genere musicale classico con il teatro. Le rappresentazioni erano infatti imperniate su una canzone di grande successo, dalla quale la sceneggiata prendeva il titolo e, attorno al tema musicale, veniva costruito un testo teatrale in prosa, risultando così un lavoro in cui canto, ballo e recitazione si fondevano in un'unica rappresentazione. I precursori della sceneggiata furono alcuni commediografi, come Altavilla, che scrissero, anche per motivi economici, commedie basate sul testo di canzoni famose, quali Don Ciccillo, la Fanfarra e Te voglio bene assaie.
Una delle cause della nascita della sceneggiata pare da imputare al Governo italiano, che dopo la disfatta di Caporetto appesantì le tasse sugli spettacoli di varietà, giudicati frivoli e degradati, stimolando gli autori, per aggirare le tasse, ad ideare uno spettacolo "misto".
Uno dei primi esempi di sceneggiata è della compagnia di G. D'Alessio, che nel 1918 rappresenta Pupatella, dall'omonima canzone di Libero Bovio, legata ai temi del tradimento e della malavita. Le prime rappresentazioni per così dire sperimentali s'intensificano già dal 1919 e ben presto andò affermandosi nel genere la compagnia Cafiero-Fumo (con cui lavorarono, tra gli altri, anche Nino Taranto e il "piccolo Salvatore" che poi diventò il celebre Mario Abbate, forse il più affermato sodalizio artistico che portò in scena numerose sceneggiate nel ventennio antecedente la Seconda guerra mondiale, producendosi specialmente in teatri dei quartieri popolari, come il Trianon e il San Ferdinando. Salvatore Cafiero proveniva dal varietà, Eugenio Fumo dal teatro popolare.
La sceneggiata napoletana fu molto rappresentata anche a New York, tra gli emigranti italiani di Little Italy, in specie dalla compagnia Maggio-Coruzzolo-Ciaramella. Da ricordare anche la compagnia Marchetello-Diaz, quella di Farfariello, di Ria Rosa e soprattutto quella della regina degli emigranti Gilda Mignonette.
Il genere andò via via perdendo il suo impatto sul pubblico e cadde in disuso, salvo poi una piccola ripresa negli anni '70.

## I canoni della sceneggiata
Ben definiti sono i canoni entro cui le tematiche portate in scena dagli autori delle sceneggiate napoletane, come l'amore, il tradimento, l'onore – talvolta la malavita –, sintetizzate nel trinomio dei protagonisti:
- isso ("lui"), detto anche "tenore", l'eroe positivo;
- essa ("lei"), detta anche "prima donna di canto", l'eroina;
- 'o malamente (il cattivo), l'antagonista.

Risultano ben definite anche le parti di contorno:
- 'a mamma, la seconda donna;
- 'o nennillo ("il piccino"), un fanciullo generalmente figlio della coppia principale;
- 'o comico e  'a comica, parti buffe a cui sono destinate le canzoni, appunto, del repertorio comico.

Non mancano accenni al sociale, come ad esempio nella più conosciuta delle sceneggiate, ambientata in parte negli Stati Uniti, dove ebbe tanto successo, vale a dire Zappatore di Libero Bovio.

## I «poeti di compagnia»
Nel suo ventennio d'oro, furono molti i cosiddetti «poeti di compagnia» incaricati di rifornire, a getto continuo, i testi. Tra essi si ricordano:
 Crescenzo Di Maio 
Fu autore di:
- Fenesta ca lucive (1920)
- Canzone d' 'e ccanzone (1922)

 Enzo Lucio Murolo 
Enzo Lucio Murolo (Napoli, 5 aprile 1898 – 24 febbraio 1975) fu autore di:
- Surriento gentile
- 'A santa notte
- Fiocca la neve
- Mare verde (1961) (con Mario Trevi)
- Indifferentemente (1964)

 Oscar Di Maio 
Oscar Di Maio (Napoli, 1887 – 12 settembre 1947) fu vero e geniale scrittore di teatro, ma la sua produzione non oltrepassò gli angusti del 'quartiere'; i suoi testi, tuttavia, sono stati una fonte indispensabile per molti autori a venire, più fortunati e conosciuti.
Fu autore di:
- Cicerinella teneva, teneva (1921)
- 'A legge (1922)
- Core furestiero (1924)
- Zì munacella mia (1936)
- Città (1936)
- Napoli canta

 Gaspare Di Maio 
Gaspare Di Maio (Napoli, 1872 - Trento, 1930) fu autore di:
- Torna al paesello (1922)
- Santa Lucia luntana (1924)
- Te lasso (1925)
- Quanno 'o destino vo'  (1925)
- Guapparia (1925)
- 'E ppentite (1926)
- Lacreme napulitane (1926)
- 'O marenaro (1926)
- Canzone d' 'o studente (1927)
- 'A zingara (1928)
- Comme se canta a Napule (1928)
- 'O meglio amico (1929)
- Sciantosa (1929)
- Manname 'e cunfiette (1945) (postuma)
- Simmo 'e Napule, paisà (1945) (postuma)
- 'A figlia da madonna
- Nun è Carmela mia
- 'O Rre
- S'song 'o pate
- Core nuosto
- Era de'maggio
- Don Peppe 'gatta
- Oro
- Notte napulitane
- 'O viento
- È 'o sole
- Scunciglio
- Buscie
- Rossa malupina
- O sole mio

 Raffaele Chiurazzi 
Fu autore di:
- 'O zappatore
- Tarantella scugnizza

## La sceneggiata al cinema
La nascente industria cinematografica adottò immediatamente la sceneggiata. Tra il 1919 e il 1927 la "Miramare Film" di Emanuele Rotondo, dopo il successo di Lucia Lucì (1919, regia di Ubaldo Maria Del Colle), realizza circa 100 pellicole, tutte di grande successo.
Bisogna notare come la cinematografia napoletana abbia continuato a produrre, anche dopo il 1945, film intitolati a canzoni di successo: una sorta di "modello" a cui anche molta cinematografia non locale ha aderito, e che origina precisamente dalla sceneggiata.

## Il revival degli anni '70 e '80
Dopo anni di oblio quasi totale (nel 1969 il solo Teatro Duemila, gestito da Giovanni Fiorenza, conserva la tradizione in tutta Napoli), nella fine degli anni '60 e inizio degli anni '70 la sceneggiata ha un nuovo gestore Il commendator Razzieri e conosce una sorta di revival. Vi fanno parte in qualità di attori e cantanti "il piccolo Salvatore" divenuto Mario Abbate, Enzo Vitale e l'ultima soubrette Liliana compagna di Razzieri. Grazie a loro e all'autore Gaetano Di Maio viene riportata in auge. Massimo Abbate figlio di Mario vi prese parte a soli 9 anni con "Lettera 'e Natale", Pietà po' figlio mio" e L'urdemo segno 'e croce". In quegli anni, Mario Abbate con Lino Crispo e Bianca Sollazzo fu il primo ad esportarla in America con grande successo. La sceneggiata negli anni della esplosione camorristica, cambiò pelle e anch'essa come le canzoni napoletane si adeguò al nuovo genere definito della mala. Il rilancio di questa trasformazione fu dovuto senz'altro a Pino Mauro, Mario Merola, Mario Trevi e  Carmelo Zappulla. Successivamente fu riportata negli anni '80 da Nino D'Angelo, Tecla Scarano e, soprattutto, da Mario Merola verso rappresentazioni più classiche, in particolare con la regia di Vincenzo De Crescenzo, già autore di numerose canzoni napoletane (tra le altre "Luna rossa"). Merola fu protagonista a cavallo tra gli anni '70 e '80 di numerose trasposizioni cinematografiche della sceneggiata riuscendo così a diffonderla in tutta Italia e nel resto del mondo, come in Canada e negli Stati Uniti d'America arrivando ad essere doppiato in inglese, francese, arabo, turco e tedesco. Dal 1973 in poi, anno del film Sgarro alla camorra, l'attore interpreta svariate pellicole che lo consacreranno come il "re della sceneggiata".

## I «poeti di compagnia» del revival
Alberto Sciotti 
Alberto Sciotti (Napoli, 24 ottobre 1925 – 21 agosto 1998) fu autore di:
- 1964-So' nnato carcerato (con Mario Trevi, Enzo Vitale, Gino Conte)
- Grazie Marì (con Mirna Doris, Pino Mauro, Pamela Paris e Maria Di Maio)
- 'A Discoteca (con Nino D'Angelo, Isa Marlene, Fortuna Robustelli, Adriana Villani, Raimondo Salvetti)
- 'O fuorilegge (con Pino Mauro, Rosalia Maggio, Enzo Romano, Vittorio La Rosa, Alberto Bugli, Maria Maggi, Diana Valli, Franco Lubrano e Mario Arena)
- Esposito Teresa (con Nino D'Angelo, Fortuna Robustelli)
- 'A figlia d'a Madonna (con Gianni & Annamaria Rosselli, Nilde Palladino e Lello Iandoli)
- Tiziana (con Gianni & Annamaria Rosselli, Nilde Palladino, Gilda Vairo)
- 'A sposa mia (con Gianni & Annamaria Rosselli, Pasquale Martino, Enzo Romano, Mimma Loy, Nadia Silver, Vittoria Ravel, Clelia Bertini, Patrizia Del Faro, Pasquale Capuano, Gennaro Pinto.Direzione Artistica Pasquale Martino)
- 'O cuntadino (con Gianni & Annamaria Rosselli, Mira Contes, Totorelli)
- 'O caporeparto (con Franco Moreno, Lia Bruna, Stefania Mancino, Oscar Di Maio)
- 'Mpazzuto 'e bene (con Franco Moreno, Antonella Lori, Stefania Mancino, Oscar Di Maio)
- 'O spaccalegna (con Mimmo Iannelli, Pamela Paris, Enzo Nandi, Tony Sposito, Tony Lama)
- Terza elementare (con Mauro Nardi, Fortuna Robustelli, Angelo Dei Visconti, Franco Calone, Silvana Mancino)
- L'urdema preghiera (con Mimmo Rocco, Alba Setaro, Tony Valente, Le Lucciole)
- Finalmente (con Carmelo Zappulla, Nando Neri, Nilde Palladino e Nando Simon)
- Esposito Teresa (con Nino D'Angelo, Lia Bruna, Isa Marlene, Ernesto Mahieux, Enzina Berti, Adriana Villani, Raimondo Salvetti)
- Gesù (con Carmelo Zappulla, Rosalia Maggio, Beniamino Maggio, Morgana)
- Povero Ammore(con Carmelo Zappulla, Antonella Patti, Morgana, Nando Simon, Lia Bruna)
- Povera mamma mia (con Gianni & Annamaria Rosselli, Giovanna De Sio, Nadia Silver, Rita Celli)
- Miracolo e Natale (con Mario & Sal da Vinci, Beniamino Maggio, Graziella Marino, Virginia Da Brescia, Enzo Nandi)
- 'Ncatenato 'mbriaccio a te (con Enzo D'Auria, Anna D'Onofrio, Ernesto Martucci, Tony Sposito)
- Caro papà (con Mario e Sal da Vinci, Nunzio Gallo, Pia Velsi, Adriana Villani)
- 'A mamma (con Mario & Sal da Vinci, Pia Velsi, Beniamino Maggio, Graziella Marino, Armando Marra, Virginia Da Brescia)
- 'O motorino (con Mario & Sal da Vinci, Gloriana, Enzo Nandi)
- 'O scugnizzo e o signore (con Mario & Sal da Vinci, Ciro Capano, Pia Velsi, Graziella Marino)
- 'O trovatello (con Mario & Sal da Vinci, Alberto Amato, Graziella Marina, Pia Velsi)
- Voce amica (con Mario & Sal da Vinci, Gloriana, Enzo Nandi)
- 'O chiammavano Masaniello (con Mario & Sal da Vinci, Cinzia Oscar, Teresa Rocco, Maria Del Monte)
- Sacrificio 'e mamma (con Mario & Sal da Vinci, Baldassarre, Maria Del Monte, Graziella Marino)
- 'A bambulella (con Mario & Sal da Vinci, Graziella Marino, Maria Del Monte, Carmen Emozioni)
- 'A cummunione 'e Salvatore (con Mario & Sal da Vinci, Pia Velsi, Mimmo Brescia, Fortuna Robustelli)
- 'O giurnalaio (con Mario & Sal da Vinci, Pia Velsi, Graziella Marina, Virginia Da Brescia)
- 'O cunvento (con Mario & Sal da Vinci, Rosaria De Bellis, Graziella Marina, Virginia Da Brescia)
- 'O clandestino (con Mario & Sal da Vinci, Pia Velsi, Graziella Marina, Fortuna Robustelli)
- Montevergine (con Mario & Sal da Vinci, Alberto Amato, Pia Velsi, Tony Sigillo)
- Senza mamma e senza pate (con Mario & Sal da Vinci, Pia Velsi, Graziella Marina, Virginia Da Brescia)
- Eternamente (con Mario & Sal da Vinci, Ernesto Mahieux, Carmen Emozioni, Graziella Marina)
- Tanti auguri (con Mario & Sal da Vinci, Franco Marino, Teresa Stile, Ernesto Mahieux)

 Aniello Langella 
Aniello Langella (Napoli, 4 ottobre 1919 - 28 marzo 1995) fu autore di:
- 1973- 'O cammurrista (con Mario Trevi, Nunzia Greton, Gino Brillante, Anna De Magistris, Marisa Kendall, Franco Lubrano, Renato Morra, Liana Montalbo, Nino Schiattarella, Mira Contes, Gino Capozzi)
- 1975- 'O mariuolo (con Mario Trevi, Maria Del Monte, Nino Schiattarella, Anna De Magistris, Nilde, Maria Amato, Gino Brillante, Rosalinda Amato, Mario Tedesco, Lino Costa, Salvatore Esposito, Rosalba Orefice, Giorgio Martin)
- 1975- 'O fuggiasco (con Mario Trevi, Nunzia Greton, Gino Brillante, Pina Magda, Anna De Magistris, Evelin, Agatino Tomaselli, Tony Cavone, Gianni De Simone, Nino Schiattarella, Renato Morra, Mery Landi, Giorgio Martin, Franco Lubrano)
- 1981- 'O tesoro (con Mario Trevi, Maria Del Monte, Mimmo Brescia, Nino Schiattarella, Rosaria Di Lillo, Dea Dionisi, Angelo Dei Visconti, Massimo Langella, Giorgio Martin, Alberto Romano, Carmen, Virginia Da Brescia)

 Nino Pellegrino 
Nino Pellegrino fu autore di:
- 1969- Cunfiette 'e sposa (con Mario Trevi, Alberto Amato, Lina Bruna, Lino Costa, Rita Celli, Rosalia De Bellis, Armando Russo, Virginia Da Brescia, Evelin, Lidia Doliwer, Vittorio Vittori, Angela Zerina)

 Francesco Martinelli 
Francesco Martinelli fu autore di:
- 1970- Sulitario (con Mario Trevi, Rino Gioiello, Rosalia Maggio, Leo Moles, Lia Castellano, Nuccia Fumo, Sandra Monicelli, Ottavio Lomba, Totorelli, Luciano Villa, Liana Montalbo, Mario Nandi)
- 1976-  'O rre d' 'e magliare (con Mario Trevi, Nunzia Greton, Rita Celli, Anna De Magistris, Gino Brillante, Aldo Riva, Nino Schiattarella, Giorgio Martin, Enzo Manco, Ernesto Martucci)
- 1976-  'O presepio (con Mario Trevi, Tina De Magistris, Franco Lubrano, Pasquale Martino, Giorgio Martin, Gino Brillante, Nino Schiattarella, Liana Montalbo, Anna Amato, Mimmo Brescia)
- 1977-  'O prufessore (con Mario Trevi, Nunzia Greton, Bianca Sollazzo, Lino Crispo, Cinzia Oscar, Liana Montalbo, Anna Amato, Nino Schiattarella, Pasquale Martino)
- 1977-  'A paggella (con Mario Trevi, Nunzia Greton, Cinzia Oscar, Bianca Sollazzo, Lino Crispo, Virginia Da Brescia, Salvatore Polese, Liana Montalbo, Gino Brillante, Nino Schiattarella)
- 1978-  'A Befana (con Mario Trevi, Nunzia Greton, Tecla Scarano, Pasquale Martino, Giorgio Martin, Gino Brillante, Nino Schiattarella, Franco D'Antonio)
- 1979- 'O metronotte (con Mario Trevi, Dea Dionisi, Nina Landi, Baldassarre, Franco D'Antonio, Enzo Manco, Pasquale Abbate, Giorgio Martin, Daniela Denis, Salvatore Esposito, Nino Schiattarella, Lucia Landi)
- 1979-  'O diario (con Mario Trevi, Tecla Scarano, Dea Dionisi, Giorgio Martin, Baldassarre, Nino Schiattarella, Nunzia D'Elia, Lucia Landi)
- 1980- Astrignete 'a mme (con Mario Trevi, Maria Di Maio, Gennaro Maione, Giorgio Martin, Paola Rossi, Oscar Di Maio, Maria Del Monte, Renato Morra, Massimiliani, Rosaria Abbate, Trottolino)
- 1980- Papà (con Mario Trevi, Maria Di Maio, Gennaro Maione, Giorgio Martin, Paola Rossi, Oscar Di Maio, Maria Del Monte, Renato Morra, Massimiliani, Rosaria Abbate, Trottolino)

 Elena Cannio 
Elena Cannio fu autrice di:
- 1968- 'O dichiaramento mmiezo 'e quatto vie (con Mario Merola, Anna D'Amato, Lino Costa, Catina De Rosa, Gianni De Simone, Pina Magda, Maghizzano, Nilde, Gennaro Maioli, Teresa Rosalba, Nando Neri, Patrizia Zerina, Enzo Romano)
- 1973- 'A mano nera (con Mario Trevi, Nunzia Greton, Gino Brillante, Armando Rossi, Anna De Magistris, Marisa Kendall, Nino Schiattarella, Lucia Landi, Gianni De Simone, Mariolino, Tony Cavone, Mira Contes, Nino Oscar, Tino Tommaselli)
- 'O fuorilegge (con Pino Mauro, Rosalia Maggio, Vittorio La Rosa, Nadia Silver, Enzo Romano, Diana Valli, Alberto Bugli, Franco Lubrano, Maria Maggi, Mario Arena)

 Gaetano Di Maio 
Gaetano Di Maio (Napoli, 18 agosto 1927 – Napoli, 1991) fu autore di:
- 1960-Si ce lassammo (con Mario Abbate)
- 1968-Lettera 'e Natale (con Mario Abbate e Massimo Abbate)
- 1968-Pietà po' figlio mio (con Mario Abbate e Massimo Abbate)
- 1969 -L'urdemo segno 'e croce (con Mario Abbate e Massimo Abbate)
- 1972- 'O carabiniere (con Mario Trevi, Pasquale Martino, Tina De Magistris, Antonio Buonomo, Pino Marchese, Franco Lubrano, Giorgio Martin, Gino Brillante, Mimmo Brescia, Angela Betti, Vittoriana, Antonello Lori)
- 1976- 'Na catenella d'oro (con Pino Mauro)